# Thomas Morris (szenátor)
Thomas Morris (Berks megye, 1776. január 3. – Bethel, 1844. december 7. vagy 1844. június 16.) az Amerikai Egyesült Államok szenátora (Ohio, 1833–1839).